# Carolien van Herrikhuyzen
Carolien van Herrikhuyzen (1976) is een Nederlands baanwielrenner. 
Van Herrikhuyzen behaalde negen maal de wereldtitel UCI Masters Track Cycling, het kampioenschap voor baanwielrenners ouder dan 35. Tevens had ze drie maal het wereldrecord 200 meter vliegende tijdrit. Anno 2025 staat dat record nog voor de leeftijdsklasse 40-44 jaar.
Na haar wielercarriere richtte ze C for Cycling op, en geeft ze training in Het Velodrome. 